# Колю Лисичев
Колю Стефанов Лисичев е виден старозагорски общественик, специалист в областта на лозарството, овощарството и озеленяването.

## Биография
Роден е на 22 октомври 1888 г. в Стара Загора. Образованието си получава във Видин и в Земеделското училище в Плевен, със специалност „Пипиниерство“. В родния си град се завръща през 1908 г. Той е един от основателите на Лозаро-винарска кооперация „Лоза“, Стара Загора, дългогодишен секретар, председател на управителния съвет и директор на кооперацията. Трети по ред сред членовете по дялово участие и капитали. Колю Лисичев постоянно работи за подобряването на отглежданите гроздови сортове в Стара Загора и другите райони. Активно се включва в дискусиите по повод увеличаването на акциза на виното през 1936 г., като изпраща и писма до цар Борис III по тази тема
Знанията си като озеленител прилага в помощ на Старозагорския митрополит Методий Кусев при залесяването на парк „Аязмото“. По този повод той пише и статии, които са публикувани в местния печат.
През 1920 г. се жени за Мара Станева, но нямат деца. За това осиновяват домашната помощничка Димка Стайкова.
Като общественик Колю Лисичев е популярна и уважавана личност. Той има голям принос в развитието на кооперативното дело. Основател е на местната земеделска задруга и секретар на Околийската. Като изявен деятел на кооперативното движение, участва в работата на земеделски конгреси в чужбина. Избиран е многократно за окръжен и общински съветник и помощник на кмета. Член е на благоустройствения отдел към окръжния комитет на старозагорските първенци. Заема и длъжността подпредседател на Старозагорския окръжен съд. Колю Лисичев е член на читалищата „Свети Климент“ и „Екзарх Антим“ в Стара Загора. Член е на управителния съвет на Ефорията на Благотворително дружество „Добрий самарянин“. Буден българин той участва във войните за национално обединение. Редовен член е на Дружеството на бойците от фронта, Кавалер на знака на Военния орден за храброст – ІV степен.
Умира на 3 септември 1942 г. в Стара Загора. Опелото му е извършено от старозагорския митрополит Климент в църквата „Свети Никола“.